# Mediocalcar geniculatum
Mediocalcar geniculatum är en orkidéart som beskrevs av Johannes Jacobus Smith. Mediocalcar geniculatum ingår i släktet Mediocalcar och familjen orkidéer. Inga underarter finns listade i Catalogue of Life.